# Ihor Terekhov
Ihor Oleksandrovych Terekhov (en ukrainien : Ігор Олександрович Терехов ; né le 14 janvier 1967) est un homme politique ukrainien qui est maire de Kharkiv depuis le 11 novembre 2021. Il arrive à la tête de la mairie le 24 décembre 2020 à la suite du décès d'Hennadiy Kernes en raison de complications liées au Covid-19. L'élection anticipée du maire de Kharkiv a eu lieu le 31 octobre 2021, et Terekhov est déclaré vainqueur de l'élection avec 50,66 % des voix.

## Biographie
Terekhov est né le 14 janvier 1967 à Kharkiv,. En 1990, il est diplômé de l'Institut d'ingénierie et de construction de Kharkiv. Il reste à l'université en tant qu'interne de recherche. M. Terekhov est aussi arbitre de football et arbitre 22 matchs de première division ukrainienne de la saison 1992-1993 à la saison 1994-1995.

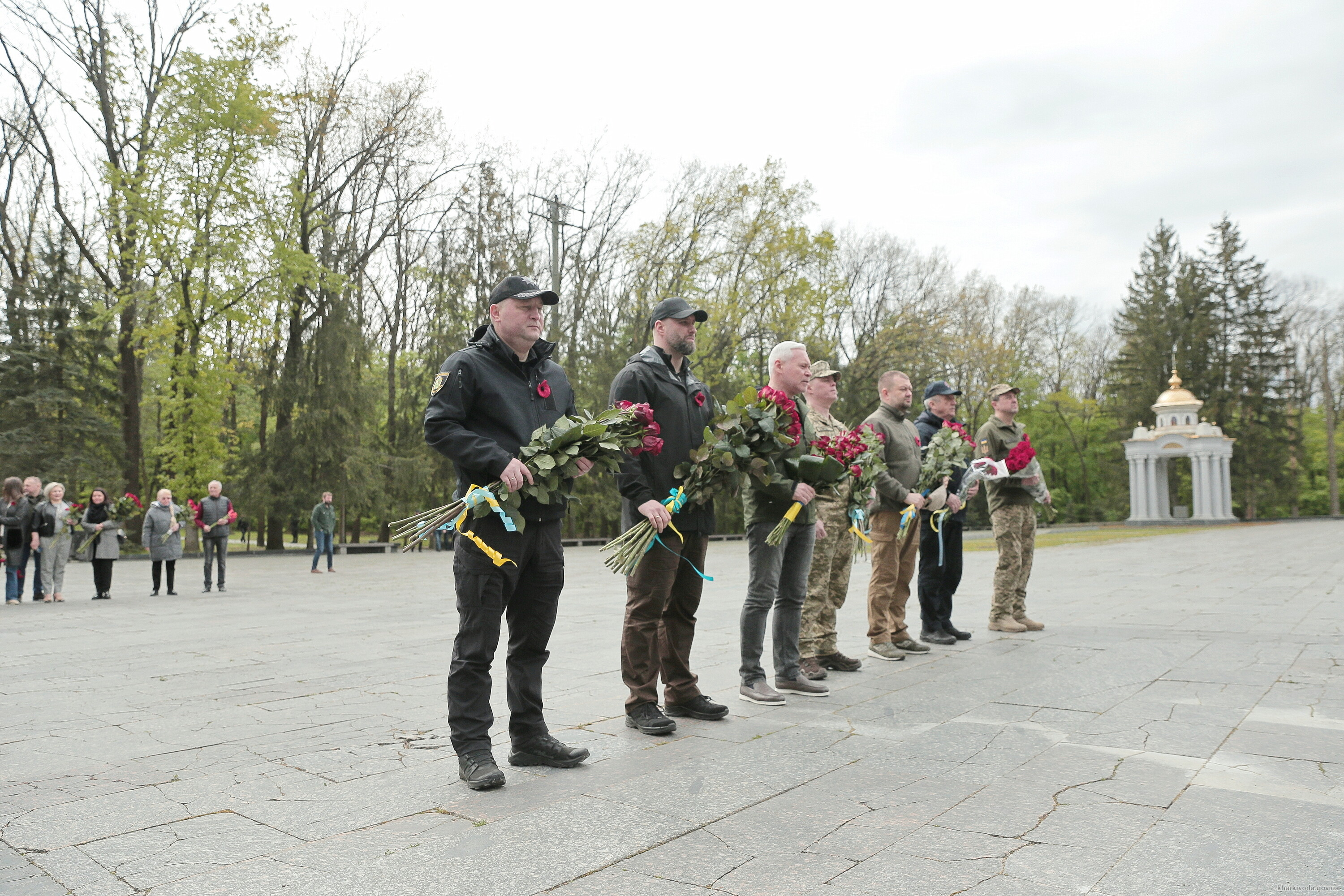
Le 8 mai 2023 lors du Jour de la réconciliation et de la mémoire à Kharkiv avec Volodymyr Tymochko, Oleh Syniehoubov, Oleksandr Kouts, Oleksandr Filtchakov, Oleksandr Volobouïev.

Il travaille dans le secteur privé de 1994 à 1997. De 1999 à 2006, puis comme fonctionnaire du département économique du conseil municipal de Kharkiv. En 2006, il est diplômé de l'Académie nationale d'administration publique (en).
Lors des élections législatives ukrainiennes de 2006, M. Terekhov est candidat du Bloc Notre Ukraine, mais n'est pas élu. En 2007, il est nommé chef adjoint du gouverneur de l'oblast de Kharkiv Arsen Avakov.
En 2010, il devient adjoint au maire de Kharkiv et en 2015 premier adjoint au maire.
Lors des élections locales d'octobre 2015 à Kharkiv, M. Terekhov est élu député du conseil municipal de Kharkiv, candidat de Renaissance (Ukraine) (en). Lors des élections locales d'octobre 2020 à Kharkiv, il occupait la deuxième place sur la liste du parti réélu pour le parti Bloc Kernes - Succès de Kharkiv, le parti du maire alors sortant Hennadiy Kernes,,. Le 17 décembre 2020, Kernes décède à Berlin du Covid-19. Après la mort de Kernes, ses fonctions sont exercées par le secrétaire du conseil municipal M. Terekhov. Le conseil municipal de Kharkiv met fin aux pouvoirs de Kernes le 24 décembre 2020. Le 30 mars 2021, le parlement ukrainien fixe la date de l'élection anticipée du maire de Kharkiv au 31 octobre 2021,. Lors de cette élection, le groupe politique Bloc Kernes - Succès de Kharkiv le nomme comme candidat à la mairie. La commission électorale déclare M. Terekhov vainqueur de l'élection avec 50,66% des voix devançant Mikhaïl Dobkine qui termine à la seconde place avec 28,4 % des voix. Les observateurs signalent de nombreuses irrégularités lors de l'élection et tentent d'annuler les résultats de 9 bureaux de vote devant les tribunaux. Lors d'une session extraordinaire du conseil municipal de Kharkiv le 11 novembre 2021, il prête serment en tant que nouveau maire de Kharkiv.
Ihor Terekhov a reçu le titre d' "économiste honoré d'Ukraine". Il a divorcé d'Olena Vynnyk en 2014.